# 自由民主党たばこ特別委員会
自由民主党たばこ特別委員会（じゆうみんしゆとうたばことくべついいんかい）とは、日本の自由民主党に設置されている特別委員会である。

## 概要
地域経済の柱である葉たばこ耕作の振興発展を目的として、自民党内で設置されている特別委員会である。
2009年10月に政権与党であった民主党の鳩山由紀夫首相がたばこ税を引き上げる方針を打ち出していたため、それを阻止すべく日本たばこ産業（JT）、全国たばこ販売協同組合連合会、全国たばこ耕作組合中央会が民主党に掛け合ったが、反対意見を聞き入れられることはなかった。そこで「50年のつきあいの自民党しか頼る人はいない」として野党であった自民党に掛け合ったところ、自民党は即座に自民党たばこ特別委員会を設置。同年11月9日に会合を開き、たばこ税の引き上げに反対する方針を確認した。
2016年12月には厚生労働省が屋内全面禁煙とする健康増進法の改正案を打ち出したが、こちらについても真っ向から反発。自民党たばこ議員連盟や全国たばこ販売政治連盟と協働して、「禁煙より分煙を。目指せ！分煙先進国！」をスローガンに掲げた分煙社会の実現に取り組んでいる。特に自民党たばこ議員連盟とは基本理念が一致しているため、総会や役員会などの会合を合同で開催している。

## 所属議員

### 役員
| 役職       | 議員名     | 議院   | 選挙区    | 備考                                            |
| ---------- | ---------- | ------ | --------- | ----------------------------------------------- |
| 委員長     | 江渡聡徳   | 衆議院 | 青森1区   | 自民党たばこ議員連盟（副会長）                  |
| 顧問       | 衛藤征士郎 | 衆議院 | 大分2区   | 自民党たばこ議員連盟（顧問）                    |
| 顧問       | 山口俊一   | 衆議院 | 徳島2区   | 自民党たばこ議員連盟（会長） もくもく会（顧問） |
| 顧問       | 岩屋毅     | 衆議院 | 大分3区   | 自民党たばこ議員連盟（副会長）                  |
| 顧問       | 金田勝年   | 衆議院 | 秋田2区   | 自民党たばこ議員連盟（副会長）                  |
| 顧問       | 森山裕     | 衆議院 | 鹿児島4区 | 自民党たばこ議員連盟                            |
| 顧問       | 宮澤洋一   | 参議院 | 広島県    | 自民党たばこ議員連盟（副会長）                  |
| 委員長代理 | 坂本哲志   | 衆議院 | 熊本3区   | 自民党たばこ議員連盟（事務局長）                |
| 副委員長   | 谷公一     | 衆議院 | 兵庫5区   | 自民党たばこ議員連盟（幹事）                    |
| 副委員長   | 上野賢一郎 | 衆議院 | 滋賀2区   | 自民党たばこ議員連盟（幹事）                    |
| 副委員長   | 岡田広     | 参議院 | 茨城県    | 自民党たばこ議員連盟（副会長）                  |
| 副委員長   | 野村哲郎   | 参議院 | 鹿児島県  | 自民党たばこ議員連盟                            |
| 副委員長   | 松村祥史   | 参議院 | 熊本県    | 自民党たばこ議員連盟（幹事）                    |
| 副委員長   | 山田俊男   | 参議院 | 比例区    | 自民党たばこ議員連盟（幹事長）                  |
| 幹事       | 岩田和親   | 衆議院 | 佐賀1区   | 自民党たばこ議員連盟                            |
| 幹事       | 上杉謙太郎 | 衆議院 | 福島3区   | 自民党たばこ議員連盟                            |
| 幹事       | 神田潤一   | 衆議院 | 青森2区   |                                                 |
| 幹事       | 石井浩郎   | 参議院 | 秋田県    | 自民党たばこ議員連盟                            |
| 幹事       | 古賀友一郎 | 参議院 | 長崎県    | 自民党たばこ議員連盟                            |
| 幹事       | 滝沢求     | 参議院 | 青森県    | 自民党たばこ議員連盟（幹事）                    |
| 幹事       | 馬場成志   | 参議院 | 熊本県    | 自民党たばこ議員連盟                            |
| 事務局長   | 坂本哲志   | 衆議院 | 熊本3区   | （委員長代理と兼任）                            |
| 事務局次長 | 藤木眞也   | 参議院 | 比例区    | 自民党たばこ議員連盟（幹事）                    |

- 2022年6月7日現在[7]

### 元役員
| 議員名     | 議院   | 選挙区   | 当時の役職           | 備考                                                                  | 出典   |
| ---------- | ------ | -------- | -------------------- | --------------------------------------------------------------------- | ------ |
| 村田吉隆   | 衆議院 | 比例中国 | 委員長               | 第46回衆院選（2012年）に出馬せず引退。                                | [ 8 ]  |
| 島尻安伊子 | 参議院 | 沖縄県   | 副委員長             | 第24回参院選（2016年）で落選。                                        | [ 9 ]  |
| 塚田一郎   | 参議院 | 新潟県   | 副委員長             | 自民党たばこ議員連盟 第25回参院選（2019年）で落選。                   | [ 10 ] |
| 愛知治郎   | 参議院 | 宮城県   | 副委員長             | 自民党たばこ議員連盟 第25回参院選（2019年）で落選。                   | [ 11 ] |
| 平野達男   | 参議院 | 岩手県   | 副委員長             | 第25回参院選（2019年）で落選。                                        | [ 11 ] |
| 加藤寛治   | 衆議院 | 長崎2区  | 幹事                 | 自民党たばこ議員連盟                                                  | [ 11 ] |
| 宮腰光寛   | 衆議院 | 富山2区  | 顧問                 | 自民党たばこ議員連盟（副会長） 第49回衆院選（2021年）に出馬せず引退。 | [ 12 ] |
| 野田毅     | 衆議院 | 熊本2区  | 顧問                 | 自民党たばこ議員連盟（会長） 第49回衆院選（2021年）で落選。           | [ 12 ] |
| 鈴木俊一   | 衆議院 | 岩手2区  | 顧問                 | 自民党たばこ議員連盟                                                  | [ 12 ] |
| 平井卓也   | 衆議院 | 香川1区  | 顧問                 | 自民党たばこ議員連盟 もくもく会                                       | [ 12 ] |
| 金子恭之   | 衆議院 | 熊本4区  | 委員長代理兼事務局長 | 自民党たばこ議員連盟（幹事長代理）                                    | [ 12 ] |
| 西銘恒三郎 | 衆議院 | 沖縄4区  | 副委員長             | 自民党たばこ議員連盟                                                  | [ 12 ] |
| 古川禎久   | 衆議院 | 宮崎3区  | 副委員長             | 自民党たばこ議員連盟                                                  | [ 12 ] |
| 大野敬太郎 | 衆議院 | 香川3区  | 幹事                 | 自民党たばこ議員連盟 もくもく会                                       | [ 12 ] |
| 國場幸之助 | 衆議院 | 沖縄1区  | 幹事                 | 自民党たばこ議員連盟                                                  | [ 12 ] |
| 宮路拓馬   | 衆議院 | 比例九州 | 事務局次長           | 自民党たばこ議員連盟                                                  | [ 12 ] |
| 北村誠吾   | 衆議院 | 長崎4区  | 顧問                 | 自民党たばこ議員連盟 2023年5月20日死去                                |        |